# Dorfweil
Dorfweil ist ein Ortsteil der Gemeinde Schmitten im Taunus im hessischen Hochtaunuskreis.

## Geographie
Dorfweil liegt im Weiltal des östlichen Hintertaunus und hat zahlreiche Wanderwege. Unter anderem führt der Weiltalwanderweg durch den Ort. Mit einer Fläche von 367 Hektar und 684 Einwohnern (Stand: Ende 2004) ist Dorfweil einer der kleineren Ortsteile von Schmitten. Nachbarorte sind Treisberg (nordwestlich), Brombach (nördlich), Arnoldshain (südlich) und Schmitten (südwestlich).

## Geschichte

### Chronik
Die älteste bekannte schriftliche Erwähnung von Dorfweil erfolgte unter dem Namen Wilina im Jahr 772 im Lorscher Codex, einem Güterverzeichnis des Reichskloster Lorsch.
Vermutlich wurde der Ort wegen des Erzvorkommens gegründet. Im späten 14. Jahrhundert bildete das Kirchspiel Rod am Berg, zu dem die Orte Rod am Berg, Brombach, Hunoldstal (damals Hundstall) und Dorfweil gehörten, das Stockheimer Obergericht, das ein Teil des Stockheimer Gerichtes war. Im 15. Jahrhundert bestand der Ort aus den beiden Siedlungen Vorder- und Hinterwylen/Ober- und Niederweiler, die dann zu Dorfweil wurden.
Im Zuge der Gebietsreform in Hessen wurde die bis dahin selbständige Gemeinde Dorfweil kraft Landesgesetz mit weiteren, bis dahin selbstständigen Gemeinden, zum 1. August 1972 zur heutigen Gemeinde Schmitten zusammengeschlossen. Seitdem ist Dorfweil ein Ortsteil der Gemeinde Schmitten.
Ortsbezirke nach der Hessischen Gemeindeordnung wurden in Schmitten nicht gebildet.

### Staats- und Verwaltungsgeschichte im Überblick
Die folgende Liste zeigt die Staaten und Verwaltungseinheiten, denen Dorfweil angehörte:
- vor 1806: Heiliges Römisches Reich, Fürstentum Nassau-Usingen, Oberamt oder Grafschaft Usingen
- ab 1806: Herzogtum Nassau, Amt Usingen
- ab 1849: Herzogtum Nassau, Kreisamt Idstein
- ab 1854: Herzogtum Nassau, Amt Usingen
- ab 1867: Königreich Preußen, Provinz Hessen-Nassau, Regierungsbezirk Wiesbaden, Obertaunuskreis (Trennung zwischen Justiz (Amtsgericht Usingen) und Verwaltung)
- ab 1871: Deutsches Reich, Königreich Preußen, Provinz Hessen-Nassau, Regierungsbezirk Wiesbaden, Obertaunuskreis
- ab 1918: Deutsches Reich, Freistaat Preußen, Provinz Hessen-Nassau, Regierungsbezirk Wiesbaden, Obertaunuskreis
- ab 1886: Deutsches Reich, Königreich Preußen, Provinz Hessen-Nassau, Regierungsbezirk Wiesbaden, Kreis Usingen
- ab 1932: Deutsches Reich, Königreich Preußen, Provinz Hessen-Nassau, Regierungsbezirk Wiesbaden, Obertaunuskreis
- ab 1933: Deutsches Reich, Königreich Preußen, Provinz Hessen-Nassau, Regierungsbezirk Wiesbaden, Landkreis Usingen
- ab 1944: Deutsches Reich, Freistaat Preußen, Provinz Nassau, Landkreis Usingen
- ab 1945: Amerikanische Besatzungszone, Groß-Hessen, Regierungsbezirk Wiesbaden, Landkreis Usingen
- ab 1946: Amerikanische Besatzungszone, Land Hessen, Regierungsbezirk Wiesbaden, Landkreis Usingen
- ab 1949: Bundesrepublik Deutschland, Land Hessen, Regierungsbezirk Wiesbaden, Landkreis Usingen
- ab 1968: Bundesrepublik Deutschland, Land Hessen, Regierungsbezirk Darmstadt, Landkreis Usingen
- ab 1972: Bundesrepublik Deutschland, Land Hessen, Regierungsbezirk Darmstadt, Hochtaunuskreis, Gemeinde Schmitten

### Bevölkerung

#### Einwohnerentwicklung
| Dorfweil: Einwohnerzahlen von 1834 bis 2021 | Dorfweil: Einwohnerzahlen von 1834 bis 2021 | Dorfweil: Einwohnerzahlen von 1834 bis 2021 | Dorfweil: Einwohnerzahlen von 1834 bis 2021 | Dorfweil: Einwohnerzahlen von 1834 bis 2021 |
| --- | ------------------------------------------- | ------------------------------------------- | ------------------------------------------- | ------------------------------------------- |
| Jahr |                                             |                                             |                                             | Einwohner                                   |
| 1834 | 1834                                        |                                             | 287                                         | 287                                         |
| 1840 | 1840                                        |                                             | 279                                         | 279                                         |
| 1846 | 1846                                        |                                             | 281                                         | 281                                         |
| 1852 | 1852                                        |                                             | 304                                         | 304                                         |
| 1858 | 1858                                        |                                             | 307                                         | 307                                         |
| 1864 | 1864                                        |                                             | 330                                         | 330                                         |
| 1871 | 1871                                        |                                             | 333                                         | 333                                         |
| 1875 | 1875                                        |                                             | 357                                         | 357                                         |
| 1885 | 1885                                        |                                             | 363                                         | 363                                         |
| 1895 | 1895                                        |                                             | 343                                         | 343                                         |
| 1905 | 1905                                        |                                             | 297                                         | 297                                         |
| 1910 | 1910                                        |                                             | 297                                         | 297                                         |
| 1925 | 1925                                        |                                             | 301                                         | 301                                         |
| 1939 | 1939                                        |                                             | 248                                         | 248                                         |
| 1946 | 1946                                        |                                             | 378                                         | 378                                         |
| 1950 | 1950                                        |                                             | 383                                         | 383                                         |
| 1956 | 1956                                        |                                             | 346                                         | 346                                         |
| 1961 | 1961                                        |                                             | 343                                         | 343                                         |
| 1967 | 1967                                        |                                             | 393                                         | 393                                         |
| 1970 | 1970                                        |                                             | 413                                         | 413                                         |
| 1980 | 1980                                        |                                             | ?                                           | ?                                           |
| 1990 | 1990                                        |                                             | ?                                           | ?                                           |
| 2000 | 2000                                        |                                             | ?                                           | ?                                           |
| 2011 | 2011                                        |                                             | 687                                         | 687                                         |
| 2021 | 2021                                        |                                             | 716                                         | 716                                         |
| Datenquelle: Historisches Gemeindeverzeichnis für Hessen: Die Bevölkerung der Gemeinden 1834 bis 1967. Wiesbaden: Hessisches Statistisches Landesamt, 1968. Weitere Quellen: LAGIS; Gemeinde Schmitten; Zensus 2011 |                                             |                                             |                                             |                                             |

#### Einwohnerstruktur 2011
Nach den Erhebungen des Zensus 2011 lebten am Stichtag dem 9. Mai 2011 in Dorfweil 687 Einwohner. Darunter waren 30 (4,4 %) Ausländer. Nach dem Lebensalter waren 123 Einwohner unter 18 Jahren, 272 zwischen 18 und 49, 141 zwischen 50 und 64 und 141 Einwohner waren älter. Die Einwohner lebten in 297 Haushalten. Davon waren 75 Singlehaushalte, 93 Paare ohne Kinder und 99 Paare mit Kindern, sowie 24 Alleinerziehende und 6 Wohngemeinschaften. In 57 Haushalten lebten ausschließlich Senioren und in 182 Haushaltungen lebten keine Senioren.

#### Historische Religionszugehörigkeit
| • 1885: | 338 evangelische (= 93,11 %), ein katholischer (= 0,28 %), 24 anderes christliche-konfessionelle (= 6,61 %) Einwohner |
| • 1961: | 295 evangelische (= 86,01 %), 38 katholische (= 11,08 %) Einwohner                                                    |

## Religion

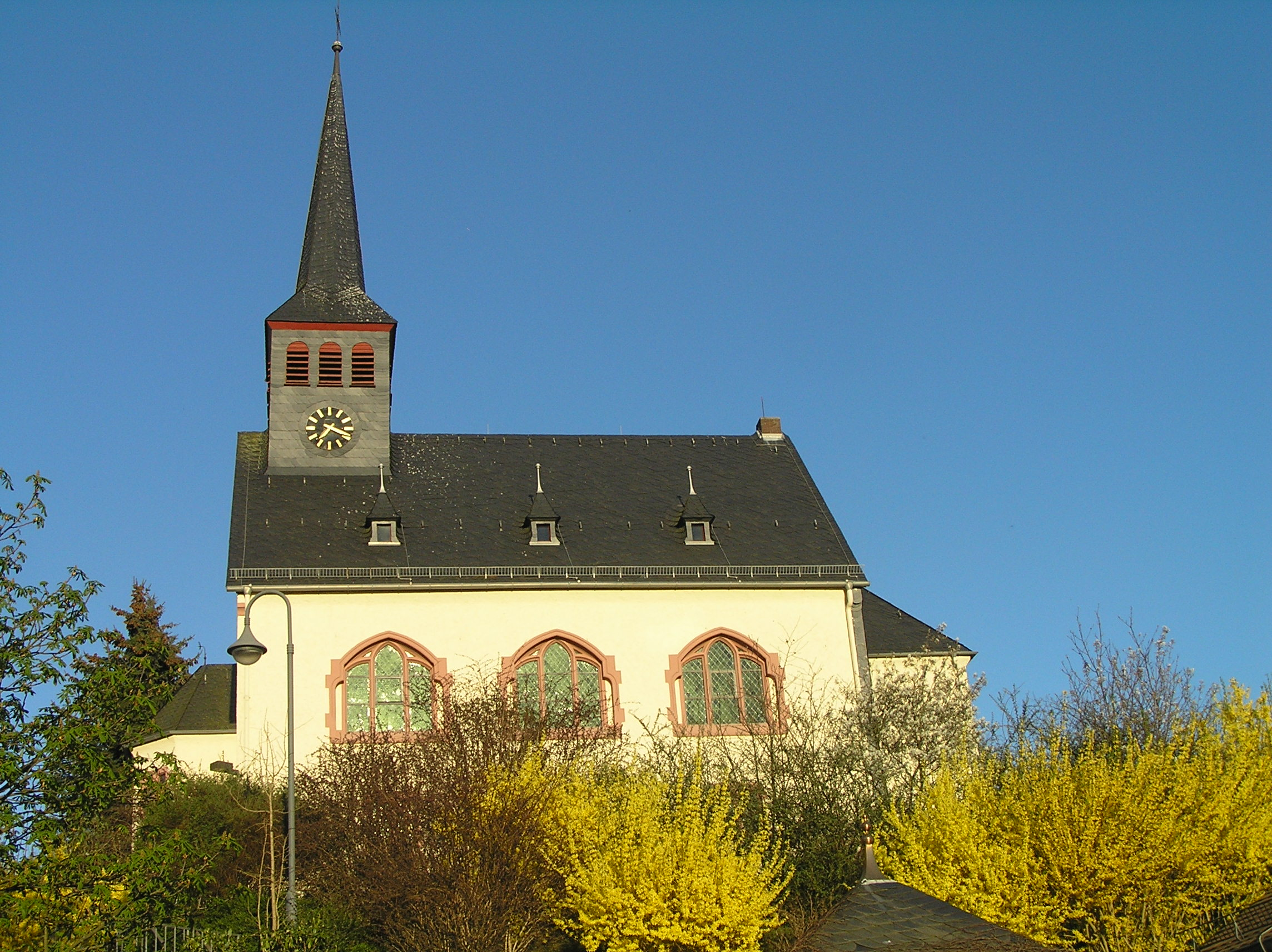
Kirche von Dorfweil

Oberhalb des Dorfgemeinschaftshauses befindet sich die Dorfweiler Kirche, welche die zweite Kirche der evangelischen Kirchengemeinde
Rod am Berg ist. Sie wurde im Jahr 1906 von der Gemeinde erbaut, damit man zum Gottesdienst nicht mehr den weiten Weg nach Rod am Berg gehen musste. Die kleine Orgel wurde kurz nach der Fertigstellung des Gebäudes eingebaut. Ursprünglich waren im Turm 2 Glocken, im Zweiten Weltkrieg wurde eine eingeschmolzen, im Laufe der Jahre kamen zwei neue dazu, sodass es heute 3 Glocken gibt. Der Gottesdienst findet hier gewöhnlich alle zwei Wochen statt.

## Wappen
1953 wurde das Dorfweiler Wappen gestaltet, die Gemeinde wollte die Bergbautätigkeit im Dorf in einem Wappen festhalten.
Blasonierung: Im Goldgrund schräggekreuzt ein schwarzer Hammer und ein schwarzer Schlägel.

## Kultur und Sehenswürdigkeiten

### Kulturdenkmäler
Für die unter Denkmalschutz stehenden Gebäude siehe die Liste der Kulturdenkmäler in Dorfweil.

### Dialekt
Die Sprache der Dorfweiler und der anderen Hochtaunusdörfer ähnelt sich sehr, aber es gibt auch Ausnahmen. Die Ursache für dieses Phänomen dürfte der Einfluss der Westerwälder, bzw. Wetterauer Mundart in den weilabwärts gelegenen Dörfern sein, während in den oberen Ortschaften durch vielfältige Verbindungen seit alters her das unter-mainische Idiom die Sprache mitgeprägt hat.

### Kriegerdenkmal
Ortsbildprägend auf einer Verkehrsinsel an der Einmündung der Ringstraße in die Brombacher Straße steht das Kriegerdenkmal von Dorfweil. Die von August Bischoff geschaffene Skulptur zeigt eine trauernde sitzende Frauengestalt. Die Frau sitzt auf einem Quader, auf dessen Rückseite ein Soldatenkopf eingemeißelt ist. Das Denkmal befindet sich auf einem Sockel, der die Inschrift „Unseren Helden von 1914 - 1918 zum Gedächtnis – die Gemeinde Dorfweil“ trägt. Weiterhin sind Tafeln mit den Namen der gefallenen Einwohner von Dorfweil angebracht.

## Infrastruktur
Die Familienferienstätte der Evangelisch-Freikirchlichen Gemeinden in Dorfweil ist für Familien und Tagungsgäste geöffnet. Das kleine Hallenbad der Familienferienstätte kann auch von Schwimmern genutzt werden, die nicht Übernachtungsgäste der Familienferienstätte sind.
Am 13. August 1988 wurde die alte Schule in Dorfweil abgerissen. Der Abriss war politisch umstritten, da das Haus auf einer Arbeitsliste des Landesamtes für Denkmalpflege stand. Heute steht auf diesem Platz das gemeindeeigene Dorfgemeinschaftshaus „Haus Wilina“. Es ist bewirtschaftet und wird für Feiern genutzt.

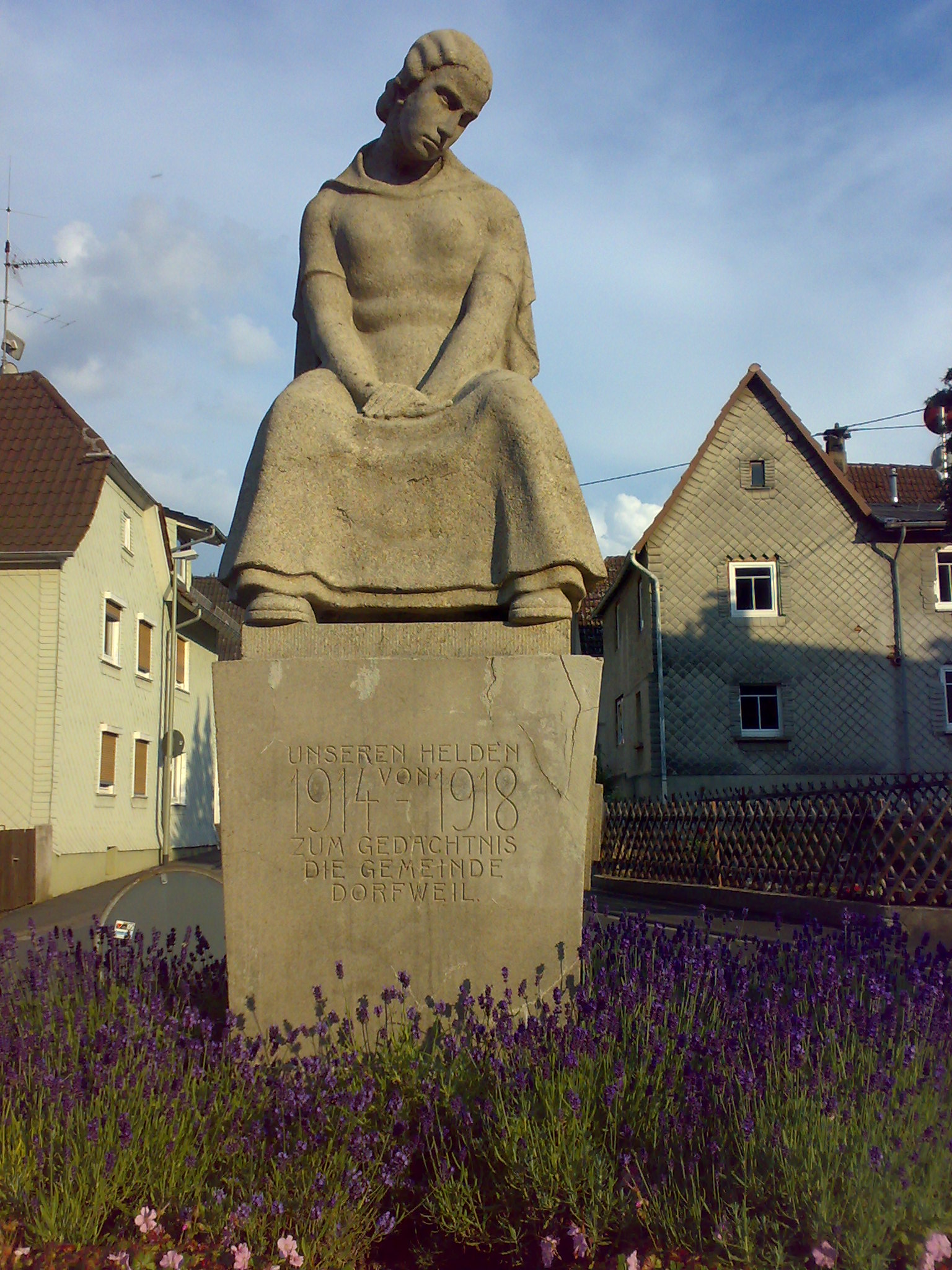
Kriegerdenkmal
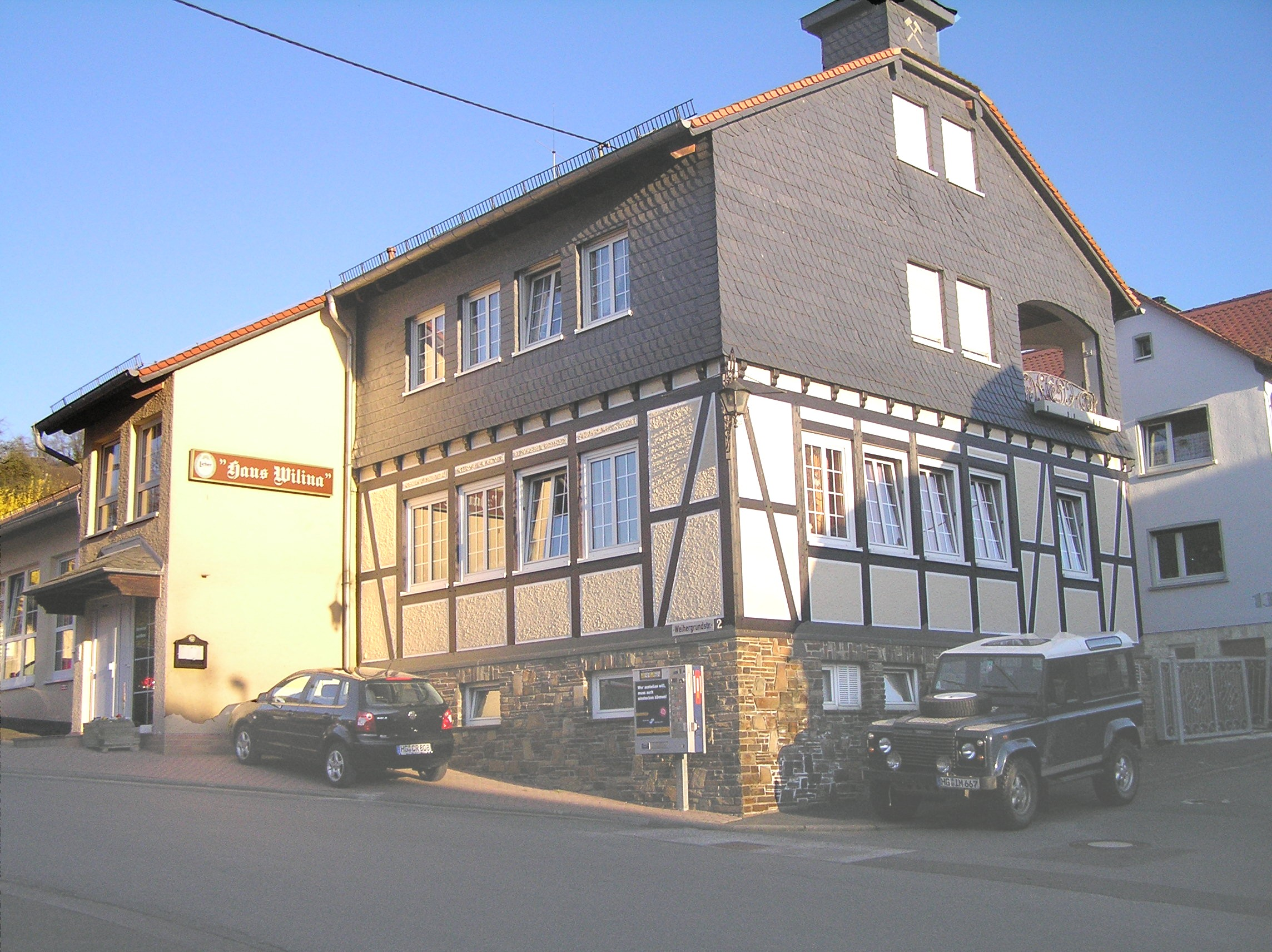
„Haus Wilina“
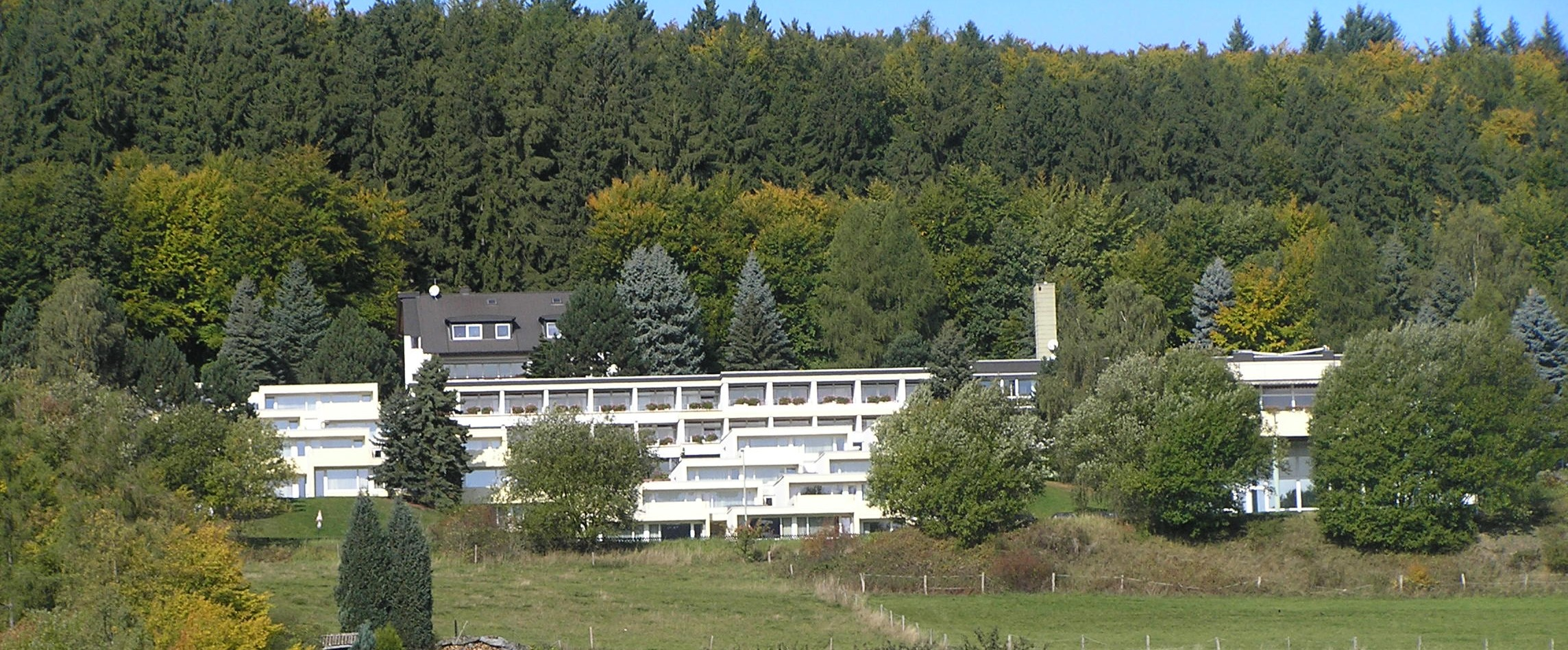
Familienferienstätte